# Циммерман, Антон Михайлович
Антон Михайлович Циммерман (1820, Ченстохов, Царство Польское — после 1859) — ординарный профессор Московского университета по кафедре гражданских законов Царства Польского, статский советник.

## Биография
Родился 13 (25) июня 1820 года в Царстве Польском. Римско-католического вероисповедания (отец — Михаил Циммерман, мать — Франциска Циммерман). Происходил из городского сословия, воспитывался во 2-й Варшавской гимназии, в которую поступил после получения первоначального домашнего образования в 1831 году, пользуясь стипендией для учеников из бедных семей. Окончил гимназию в 1839 году и за особое прилежание был отправлен на счёт казны Царства Польского в Петербургский университет. После окончания в 1844 году курса юридического факультета со степенью кандидата прав, он был определён сверхштатным учителем русского языка при Варшавских гимназиях и откомандирован к Самуилу Линде, занимавшемуся тогда составлением Общего славянского словаря. После смерти Линде в 1847 году издание словаря прекратилось и Циммерман был назначен учителем во 2-ю Варшавскую гимназию и в том же году в связи с преобразованием гимназий был переведён в Варшавскую реальную гимназию. Уже в 1848 году он был уволен от должности учителя и стал служить судебным аппликантом при Варшавском гражданском трибунале 1-й инстанции. В 1849 году Циммерман был назначен правительственной комиссией юстиции к исполнению должности асессора Варшавского суда Исправительной полиции 1-го отделения.
Когда, после смерти профессора Залозецкого, был объявлен конкурс на занятие кафедры гражданских законов Царства Польского на юридическом факультете Московского университета, Циммерман был предложен в числе многих других кандидатов; среди них министр народного просвещения граф С. С. Уваров выбрал Циммермана, поручив ему «в виде опыта» преподавание гражданских польских законов. В 1850 году по представлению совета Московского университета Циммерман был определён на должность ординарного профессора «юридических курсов, для юношества Царства Польского при Московском университете учрежденных». В 1854 году Циммерман был произведён в коллежские советники.
Читал на юридическом факультете курсы «Польские гражданские законы», «Польское гражданское судопроизводство».
В 1858 году с научной целью и для лечения уехал за границу. В 1859 году он ещё числился профессором Московского университета, но в 1860 году, после упразднения кафедры гражданских законов Царства Польского, имя его уже не встречалось в списке профессоров, а также и вообще в списках должностных лиц. Циммерман занимался собиранием материалов и источников для изучения древнего судопроизводства Царства Польского, но изданы эти материалы не были.